# Siffler sur la colline
Singles de Joe Dassin
La Bande à Bonnot
(1968) Ma bonne étoile
(1968)
Clip vidéo
Siffler sur la colline (audio)
sur YouTube
Siffler sur la colline est une chanson interprétée par Joe Dassin, qui était la piste 4 de la première face de son album de 1969 Joe Dassin (Les Champs-Élysées).

## Histoire
C'est une reprise de la chanson italienne Uno tranquillo, interprétée et enregistrée en 1967 par Riccardo Del Turco. Le texte français, sans rapport avec l'original, a été écrit par Jean-Michel Rivat et Frank Thomas.
Sortie en single en 1968, Siffler sur la colline s'est classée 2e en Belgique francophone et en France, où elle s'est vendue à plus de 300 000 exemplaires. Sortie en plein milieu des événements de Mai 68, cette chanson connaît un succès paradoxal amplifié par la programmation uniquement musicale des radios en grève, mais complètement à contre-courant des enjeux de l'époque, en réussissant le cocktail improbable de sa source italienne, d'un son groove et d'un thème rural très français.
La ritournelle du refrain est le titre de la bande dessinée de Fabcaro Zaï zaï zaï zaï (2015) qui brocarde la société de consommation en décrivant le road movie du héros traqué pour avoir oublié sa « carte du magasin ».

## Liste des pistes
Single 45 tours (CBS 3368)
1. Siffler sur la colline (2 min 32 s)
2. Comment te dire (2 min 55 s)

## Classements
| Classement (1968)                       | Meilleure position |
| --------------------------------------- | ------------------ |
| France (IFOP)                           | 2                  |
| Belgique (Wallonie Ultratop 50 Singles) | 2                  |

## Autres reprises
La chanson Uno tranquillo a également été reprise par The Tremeloes en 1967 sous le titre Suddenly You Love Me et par Ben Cramer sous celui de Zai zai zai. Elle a également été reprise par le groupe soviétique Poyushchiye Gitary (Поющие гитары) sous le titre de Pesenka velosipedistov (Песенка велосипедистов) et par la Québécoise Dany Aubé sous celui de La fille du pacha.
En 2020, sur l'album hommage À toi, Joe Dassin, le titre est repris par Carla Lazzari.